# Alain Remue
Alain Remue (1960 Merelbeke) is een Belgisch politiefunctionaris. Hij is sinds de oprichting in 1995 het hoofd van de Cel Vermiste Personen, waarvan hij tevens medeoprichter was. De Cel Vermiste Personen werd opgericht in 1995 naar aanleiding van de zaak Dutroux. 

## Levensloop
Remue werd geboren in het Oost-Vlaamse Merelbeke. Hij ging naar de middelbare school in het Paus Johannes College aldaar. In 1978 startte hij een opleiding bij de Rijkswacht. Na zijn opleiding behaalde hij de graad opperwachtmeester en werd instructeur aan de rijkswachtschool. Van 1985 tot 1992 werkte hij voor de drugssectie van de toenmalige BOB in Gent. Nadien gaf hij in Brussel les gerechtelijke vorming. Hij wilde zich meer op politiewerk toeleggen en hervatte studies. Van 1993 tot 1995 volgde hij een universitaire opleiding. In 1995, na afronding van zijn studies, behaalde hij de rang van luitenant bij de Rijkswacht. Vanaf 1995 volgde hij voor zijn functie bij de Cel Vermiste Personen specifieke opleidingen i.v.m. het oplossen van verdwijningszaken. Hij behaalde hierin een brevet bij de FBI in Virginia. Remue geniet in België nationaal aanzien als een expert inzake verdwijningen en zoekingen naar vermiste personen. Internationale erkenning genoot Remue onder meer als voorzitter van 2002 tot 2010 van de Interpol Specialist Group on Crimes against Children.
In 2010, toen de Cel 15 jaar bestond, schreef hij, met Wim De Bock, het boek Zeg nooit nooit: 15 jaar cel vermiste personen (ISBN 9089311467). Hij geeft informatie in de media over verdwijningszaken en geeft lezingen over die materie.
In 2025 gaat Remue met pensioen.

## Privé
Hij is gehuwd en heeft twee kinderen.

## Onderscheidingen
- In 2005 kreeg hij de Vergeet-me-niet Award.[7]
- In 2018 werd hij gehuldigd als Commandeur in de Orde van het Belgisch Kruis.[8]
- In 2022 ontving hij de Medaille van Erkentelijkheid van de Opperdekenij van de Stad Gent.[9]